# Vicente Requeno

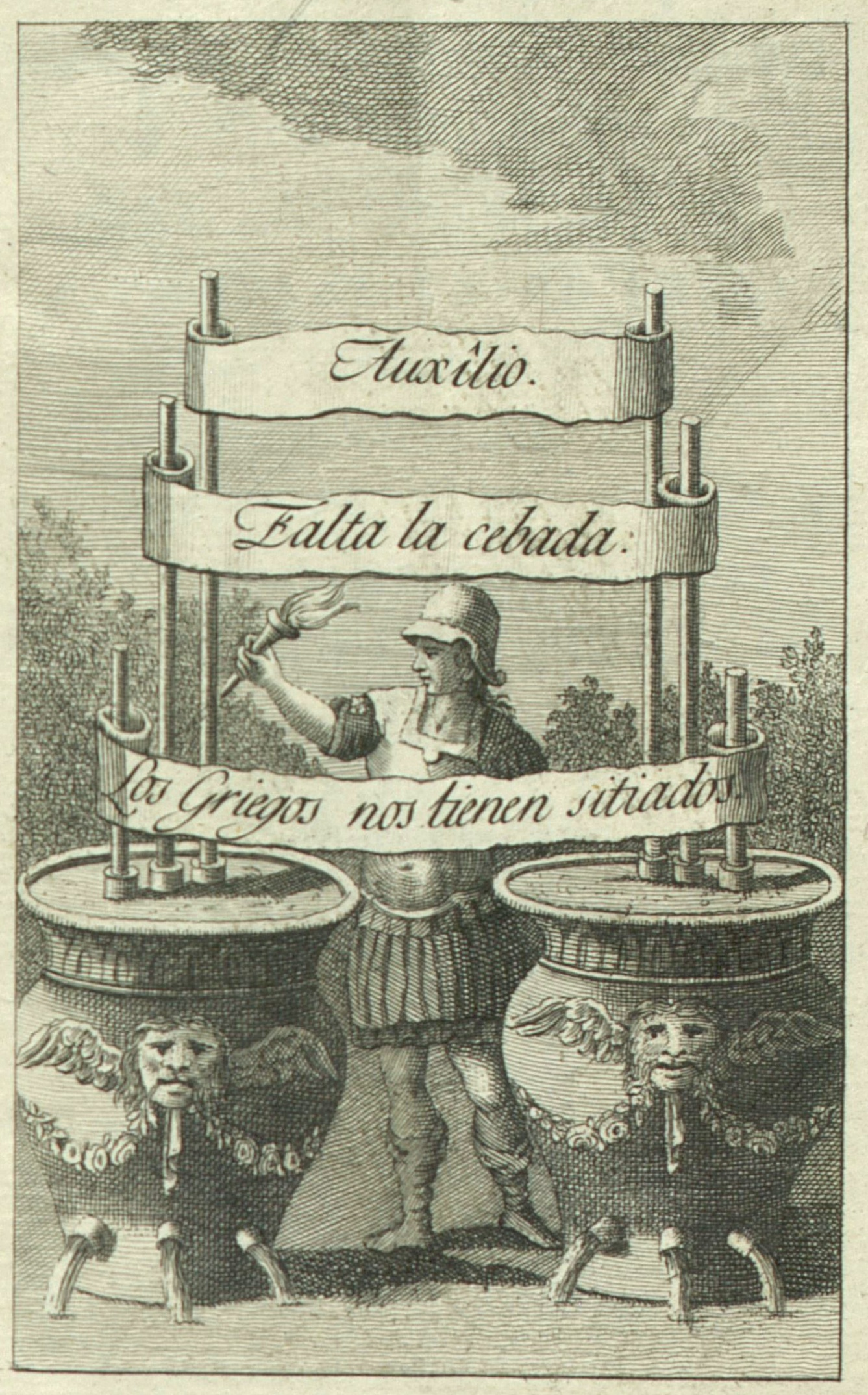
Grabado de anteportada de Principios, progresos, perfección, pérdida y restablecimiento del antiguo arte de hablar desde lejos en la Guerra/ escrito en italiano por el Señor Abate Requeno... y traducido al castellano por Don Salvador Ximenez Coronado, en Madrid, en la imprenta de la viuda de Ibarra, 1795

Vicente Requeno y Vives (Calatorao, Zaragoza, 4 de julio de 1743-Tívoli, 16 de febrero de 1811) fue jesuita, arqueólogo, musicólogo, numismático, historiador del arte, filósofo e inventor español.

## Biografía
Fue el penúltimo de los seis hijos supervivientes de José Requeno, infanzón, y Josefa Vives. Quedó huérfano de madre cuando contaba cinco años. Entró en la compañía de Jesús el 2 de septiembre de 1757; estuvo en Huesca enseñando y en el Colegio de Zaragoza, donde estudiaba el tercer año de Teología cuando le sorprendió el decreto de expulsión el 3 de abril de 1767. Pasó un año en Córcega y cinco en Ferrara hasta que se disolvió la Compañía en 1773; se había ordenado sacerdote en Módena en 1769 y entre 1773 y 1798 vivió en Bolonia protegido por San José Pignatelli y fue socio de su Academia Clementina. Las guerras napoleónicas en Italia lo llevaron a Zaragoza en mayo de 1798 y marzo de 1801, porque allí residían tres de sus hermanos. Aprovechó para participar activamente en la Real Sociedad Económica Aragonesa de Amigos del País y reorganizó su Medallero o Museo Numismático y el Gabinete de Historia Natural; eso le valió ser nombrado académico honorario de la zaragozana Real Academia de San Luis (7 de agosto de 1799) y de la de San Fernando de Madrid (1 de septiembre del mismo año). Introdujo la técnica del encausto, que asimiló fray Manuel Bayeu; sus teorías inspiraron las investigaciones de Pedro García de la Huerta (el hermano del famoso autor dramático Vicente), publicadas con el título de Comentarios de la pintura encáustica del pincel (Madrid, 1795). Requeno investigó además la pintura y la música greco-latinas y las comunicaciones por signos y tambores durante las guerras y perfeccionó algunos artilugios musicales como el tambor, convirtiéndose además en uno de los precursores del telégrafo y demostrando que la imprenta tuvo antecedentes en algunos monasterios medievales europeos. Fue nuevamente expulsado a Italia y reingresó en la Compañía restaurada en 1804 gracias a su amigo José Pignatelli; estuvo en Roma (1801-1804), en Nápoles (1804-1806), de nuevo en Roma (1806-1807) y pasó los últimos cinco en Tívoli (1807-1811), donde murió.
Fue un hombre de extravagante y errabunda imaginación, pero también un alumno aventajado de Winckelmann, porque creía que en cuestión de arte no había ya nada por descubrir, ya que los griegos se han anticipado a todo. Más neoclásico que los neoclásicos, se entregó en cuerpo y alma al estudio y restauración de las artes grecolatinas clásicas. Espiritualmente, se comprometió en una lucha sin cuartel contra el deísmo. Sostuvo enconadas discusiones sobre historia del arte con sus colegas de afición y dejó numerosas obras inéditas en latín, italiano y español, que se conservan en el Archivo Histórico de la Pontificia Universidad Gregoriana, fondos APUG y Fondo Curia, y en la Biblioteca Nazionale Centrale Vittorio Emanuele II de Roma, sección Gesuitici.

## Obras

### Publicadas
- Esercizi spirituali o sieno meditazioni per tre settimane sulla necessitá, e sulla utilità, e su i mezzi da guadagnarci il sacro Cuore di Gesù, e il suo amore, (Roma, 1804).
- Saggi sul ristabilimento dell'antica arte de' Greci, e de' Romani Pittori, Venecia, 1784, ampliado luego en dos volúmenes (Parma, Bodoni, 1787) y dedicado a José Nicolás de Azara.
- Principi, progressi, perfezione perdita, e ristabilimento dell'antica arte di parlare da lungi in guerra, cavata da' Greci é Romani scritori, ed accomodata a' presenti bisogni della nostra milizia. Turín, 1790 (segunda edición en la misma ciudad, 1795). Fue traducida al castellano por Don Salvador Ximénez Coronado, Director del Real Observatorio Astronómico de Madrid, (Viuda de Ibarra, 1795).
- Scoperta della Chironomia, ossia dell'arte di gestire con le mani nel Foro e nella pantomima dell teatro, Parma, 1797. Hay edición moderna del semiólogo G. R. Ricci, Palermo, 1982.
- Saggi sul ristabilimento dell' arte armonica de' Greci, e Romani Cantori, Parma, 1798, 2 vols.
- Medallas inéditas antiguas existentes en el Museo de la Real Sociedad Aragonesa: Explicadas por su Individuo Don Vicente Requeno y Vives, Académico de varias Academias, y dadas a luz con aprobación y a expensas de la misma Sociedad, Zaragoza, Mariano Miedes, 1800. Con una hoja de grabado plegada que reproduce diecinueve monedas firmada por José Dordal.
- Il Tamburo, stromento de prima necessità per regolamento delle truppe, perfezionato da don Vincenzo Requeno (Roma, 1807)
- Osservazioni sulla Chirotipografía, ossia antica arte di stampare á mano, (Roma, 1810)
- Esercizii spirituali o sieno meditazioni per tre settimane sulla necessità e sulla utilità e su i mezzi da guadagnarci il Sacro Cuore di Gesù, e il suo amore, Roma, 1804.

### Manuscritos inéditos
- Analisi e giudizio del trattato sulla morale de' PP. della Chiesa di Giovanni Barbeirac (1802)
- DeQ morum institutione Libri III
- De arte dicendi, Libri III
- La Logica osia arte di esercitare bene tutte le operazioni dell'intendimento
- Saggio di caratteri personali degni dell'uomo in società
- Storia della Morale (Tívoli, 1807)
- Quesiti dell'accademia italiana di scienze, lettere ed arti con le loro risposte (Roma, 1804)
- Física (Tívoli, 1810)
- Principi di pensare
- Arte di ben parlare filosoficamente

- Ensayo de un examen filosófico en torno a la naturaleza, al número, y a la cualidad de los locos (Bolonia, 1782)
- Ensayos históricos para servir al restablecimiento de la música de los antiguos griegos, escritos en italiano y traducidos al castellano por su autor
- Ensayo filosófico sobre los caracteres personales dignos del hombre en sociedad
- Libro de las sensaciones humanas y de sus órganos

- Suppositzioni poco fondate degli sctittori delle antiche medaglie
- Della civile e temporale giurisdizione esercitata dai Romani Pontifici
- Lettere 20 di Don Vincenzo Requeno a Monsignor N. N. sull' Opera della Caritá attuale scritta dal Sig. Ab. Bolgeni.